# Ute Lubosch
Ute Lubosch (* 10. März 1953 in Erfurt) ist eine deutsche Schauspielerin.

## Leben
Ute Lubosch ging mit 16 Jahren von Jena nach Leipzig und studierte von 1968 bis 1972 Schauspiel an der Theaterhochschule Leipzig und im Schauspielstudio des Staatstheaters Dresden. In Dresden hatte sie ihr erstes Engagement, es folgten längere Engagements an der Landesbühne Nordhausen und am Volkstheater Rostock. Seit Anfang der 1970er Jahre war sie auch in vielen DEFA-Filmen zu sehen. Ihre erste Hauptrolle war 1979 die Louise Wilhelmine „Minna“ Jaeglé, Verlobte des von Hilmar Eichhorn gespielten Dramatikers Georg Büchner, in Lothar Warnekes Addio, piccola mia. Weitere Hauptrollen folgten, so 1980 in der Günter-de-Bruyn-Verfilmung Glück im Hinterhaus. 1983 spielte sie Janne in der Fernsehserie Märkische Chronik.
Ab 1990 arbeitete sie primär am Theater, so bei den Störtebeker-Festspielen in Ralswiek (unter der Regie von Roland Oehme) und ab 2005 im HAU in Berlin in Gesine Danckwarts Soll: Bruchstelle. Außerdem übernimmt sie Lehraufträge an der Hochschule für Film und Fernsehen „Konrad Wolf“ in Babelsberg, an der Hochschule Mittweida und der Hochschule für Schauspielkunst „Ernst Busch“ Berlin. Von 2006 bis 2013 war Ute Lubosch in Waren in der Müritz-Saga zu sehen.

## Privates
Ute Lubosch lebt in Berlin-Pankow und in Mecklenburg. Sie ist seit 2008 verheiratet.
Sie hat zwei Kinder, ihr Sohn Marc Lubosch ist Kameramann und Oberbeleuchter und spielte als Jugendlicher Hauptrollen in mehreren DEFA-Filmen, darunter Grüne Hochzeit (1989), in dem sie seine Mutter verkörperte.

## Filmografie (Auswahl)
- 1972: Der Dritte – Regie: Egon Günther
- 1974: Der nackte Mann auf dem Sportplatz – Regie: Konrad Wolf
- 1975: Bankett für Achilles – Regie: Roland Gräf
- 1978: Ein Sonntagskind, das manchmal spinnt – Regie: Hans Kratzert
- 1979: Addio, piccola mia – Regie: Lothar Warneke
- 1980: Wie wär’s mit uns beiden? – Regie: Helge Trimpert
- 1980: Polizeiruf 110: Der Einzelgänger – Regie: Helmut Nitzschke (Fernsehreihe)
- 1980: Glück im Hinterhaus – Regie: Herrmann Zschoche
- 1980: Don Juan – Karl-Liebknecht-Str. 78 – Regie: Siegfried Kühn
- 1981: Der ungebetene Gast (Fernsehfilm) – Regie: Peter Wekwerth
- 1981: Aus der Franzosenzeit (Fernsehfilm) – Regie: Dagmar Damek
- 1981: Adel im Untergang (Fernsehfilm) – Regie: Wolf-Dieter Panse
- 1982: Alexander der Kleine – Regie: Wladimir Fokin
- 1982: Das Mädchen und der Junge (Fernsehfilm) – Regie: Wolfgang Hübner
- 1983: Märkische Chronik (Fernsehserie) – Regie: Hubert Hoelzke
- 1983: Das Luftschiff – Regie: Rainer Simon
- 1984: Paulines zweites Leben (Fernsehfilm) – Regie: Christa Mühl
- 1984: Das Eismeer ruft – Regie: Jörg Foth
- 1985: Franziska (Fernsehfilm) – Regie: Christa Mühl
- 1985: Irrläufer (Fernsehfilm) – Regie: Peter Hagen
- 1985: Polizeiruf 110: Verführung – Regie: Peter Hagen
- 1985: Zwei Nikoläuse unterwegs – Regie: Dieter Knust
- 1986: Das wirkliche Blau (Fernsehfilm) – Regie: Christa Mühl
- 1986: Weihnachtsgeschichten (Fernsehfilm) – Regie: Christa Mühl
- 1986: Alfons Zitterbacke (Fernsehserie) – Regie: Andreas Schreiber
- 1986: Polizeiruf 110: Mit List und Tücke – Regie: Helmut Krätzig
- 1986: Polizeiruf 110: Ein großes Talent – Regie: Thomas Jacob
- 1987: Polizeiruf 110: Abschiedslied für Linda – Regie: Christa Mühl
- 1988: Felix und der Wolf – Regie: Evelyn Schmidt
- 1988: Einer trage des anderen Last … – Regie: Lothar Warneke
- 1988: Die Schauspielerin – Regie: Siegfried Kühn
- 1989: Grüne Hochzeit – Regie: Herrmann Zschoche
- 1989: Die Beteiligten – Regie: Horst E. Brandt
- 1989: Johanna (Fernsehserie) – Regie: Peter Hagen
- 1990: Die Architekten – Regie: Peter Kahane
- 1990: Selbstversuch (Fernsehfilm)
- 1991: Miraculi – Regie: Ulrich Weiß
- 1991: Hüpf, Häschen hüpf (Fernsehfilm)
- 1995: Polizeiruf 110: Jutta oder Die Kinder von Damutz – Regie: Bernd Böhlich
- 1998: Lola rennt – Regie: Tom Tykwer
- 1998: Abgehauen – Regie: Frank Beyer
- 1999: Nichts als die Wahrheit – Regie: Roland Suso Richter
- 2000: Die Cleveren
- 2000: Tatort: Tödliches Verlangen (Fernsehreihe)
- 2001: Tatort: Kindstod
- 2004: Tatort: Stirb und werde
- 2008: Tatort: Krumme Hunde
- 2010: Neon Aura (Kurzfilm)
- 2011: Nacht ohne Morgen (Fernsehfilm)
- 2018: SOKO Stuttgart: Fremde Stimmen
- 2018: SOKO Wismar: Taxi-Blues
- 2019: Schenk mir ein Lächeln (Kurzfilm)
- 2019: Praxis mit Meerblick – Auf zu neuen Ufern, (Fernsehserie, Folge 6)
- 2019: Freies Land
- 2021: Tina mobil (Fernsehserie) – Regie: Richard Huber
- 2023: Tierärztin Dr. Mertens (Fernsehserie)
- 2024: Geister

## Hörspiele
- 1983: Linda Teßmer: 21:00 Uhr Erlenpark (Frau Rauh) – Regie: Fritz-Ernst Fechner (Kriminalhörspiel/Kurzhörspiel – Rundfunk der DDR)
- 1986: Walter Jens nach Euripides: Der Untergang – Regie: Barbara Plensat (Hörspiel nach der Tragödie: Die Troerinnen – Rundfunk der DDR)